# Manostat
Comme le thermostat, le manostat est un appareil d'indication active. Il sert à relayer les informations des variations de pression à l'intérieur d'un système. Le signal peut être proportionnel ou inversement proportionnel selon le besoin de l'application donnée.
Il s'agit d'un manomètre avec contacts pour relayer la lecture par un signal pour un lecteur à distance.
Certains nomment cet appareil pressostat.
Les manostats peuvent relayer un signal électrique, électronique ou pneumatique.
Le manostat électronique donne sa lecture à un ordinateur distant qui détermine la commande à exécuter. Le signal peut être de type  modulant ou ON/OFF.
Un signal modulant permet d'effectuer une lecture à distance. L'information relayée peut aussi être retransmise par le système téléphonique pour des alarmes ou à un contrôleur à distance.
Avec le signal TOR, le manostat pneumatique ou électrique va actionner un démarreur magnétique ou un appareil quelconque.
Exemples :
- Sur la détection d'une basse pression, il peut activer une pompe, donner une alarme et/ou arrêter une chaudière.
- Sur la détection d'une haute pression, il va arrêter une pompe ou une chaudière et/ou donner l'alarme.